# 栄涼寺
栄涼寺（えいりょうじ）は新潟県長岡市東神田3丁目（江戸時代の長岡城下稽古町東、俗称「お塀の町」にあたる地）にある浄土宗寺院。山号は光輝山、院号は月照院。本尊は阿弥陀如来。寺号は栄凉寺（「凉」の篇が「にすい」）とも表記する。当初は光輝庵と称したが、牧野忠成が父の牧野康成の号（栄感院）と母の号（涼心院）をとって栄涼寺と称したとされる。ちなみに牧野康成の戒名は月照院殿前典厩応誉栄感称徳大居士である。等級は二十等地。

## 歴史
永禄年間に牧野成定により三河国牛久保に光輝庵として建立された。牧野成定は三河牛久保城主であったが、三河牧野氏の移封にともなって寺も大胡藩、越後長岡藩と移転して、現在地に移り、栄涼寺と改称した。長興寺 、本妙寺 ともども牧野氏に尊崇される。かつて周辺に足軽の宅地が広がっていた。
また、栄涼寺の住職である露伯は後に江戸の増上寺住職となり、大僧正となった。
天保15年10月14日（1844年）の俊治火事や北越戦争で焼失しているが、再建されて現在に至る。

## 境内

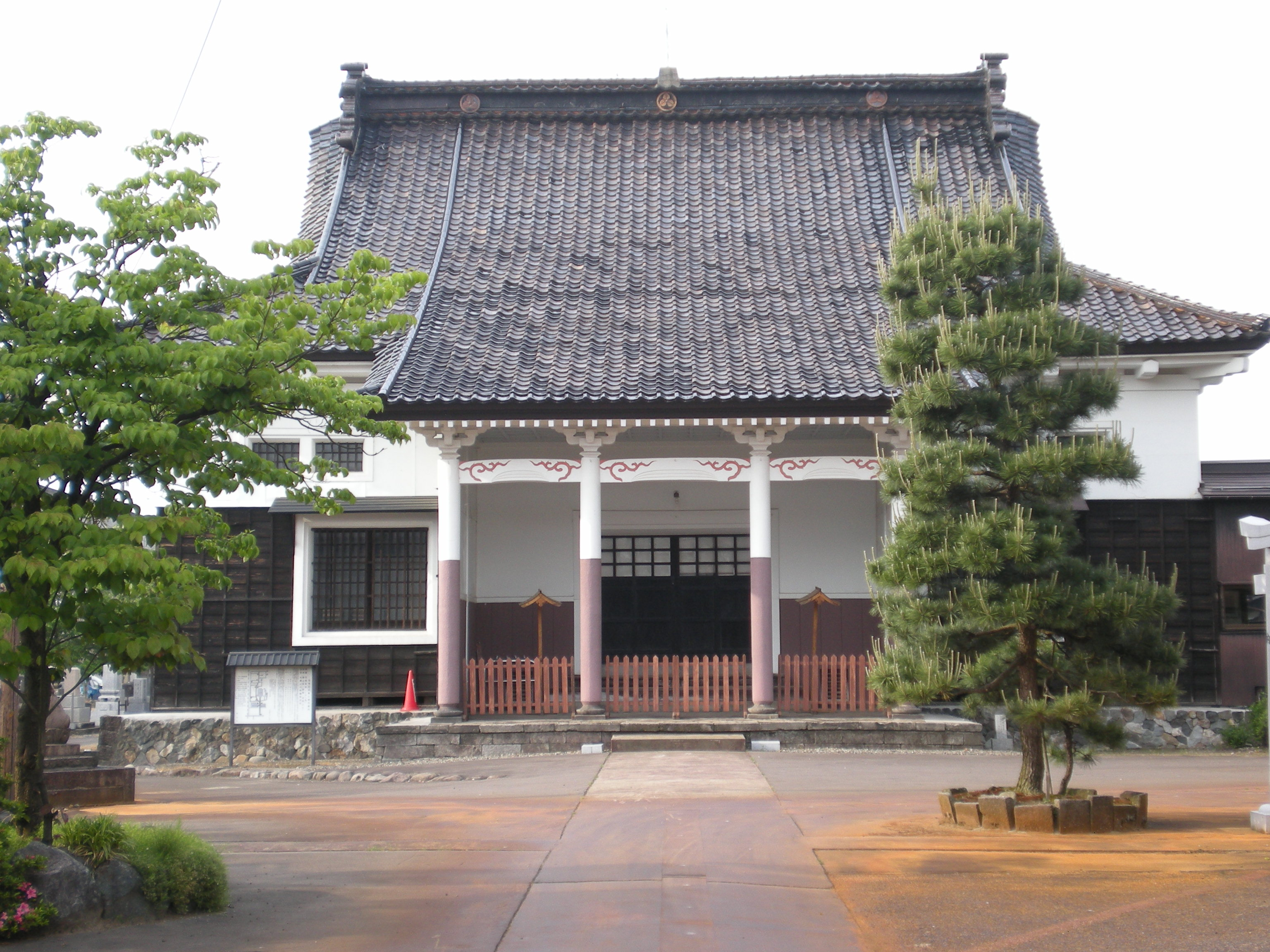
栄涼寺本堂

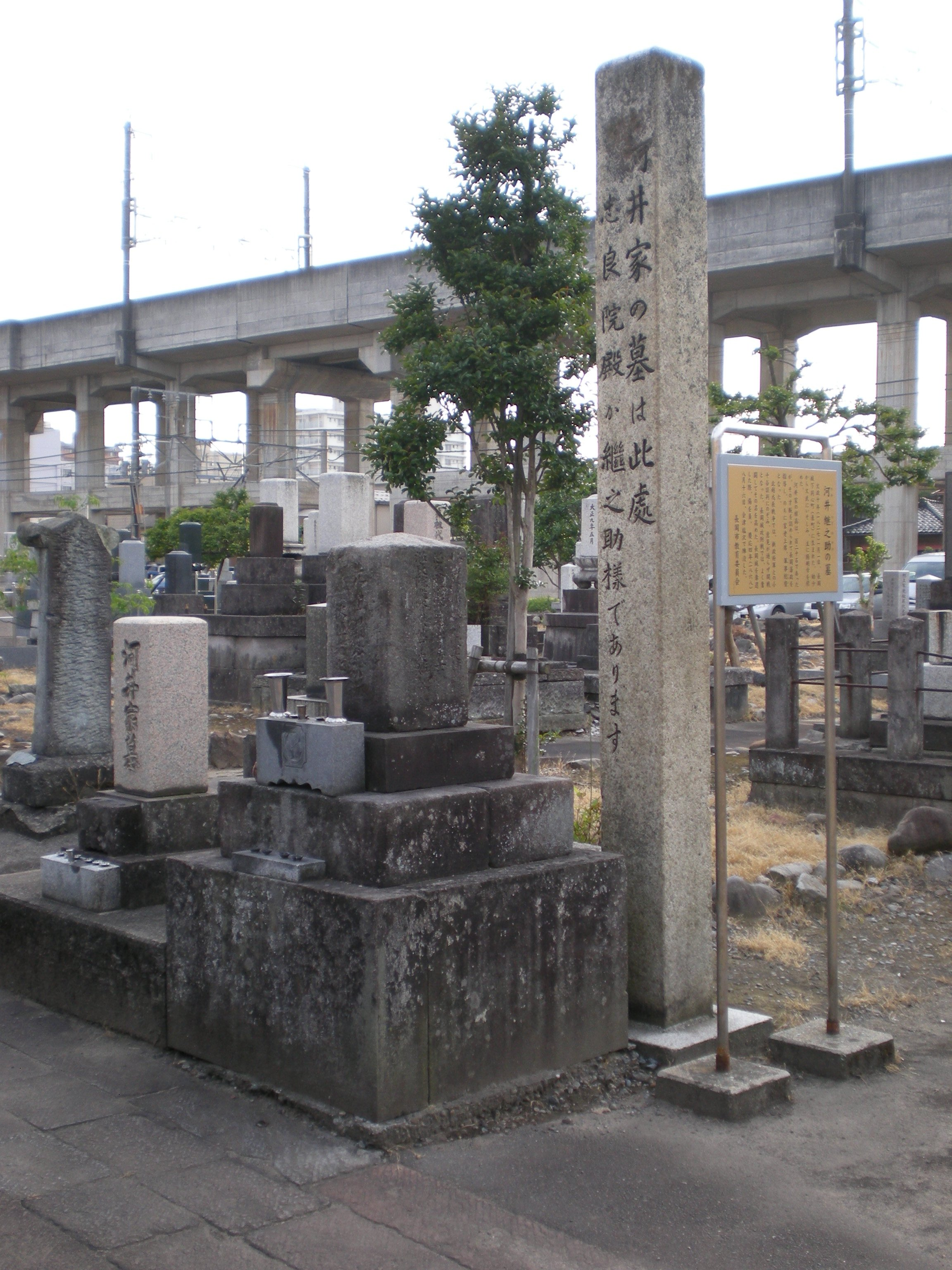
栄涼寺墓地にある河井継之助の墓

栄涼寺門前にある銅造地蔵菩薩坐像は子育地蔵と称される。
同寺は長岡藩主牧野氏の菩提寺の一つである。このために長岡藩において藩主の法会の際に行状が改まった追放刑受刑者がその恩赦を受ける届けをその者の檀那寺が提出する際の窓口の役割を栄涼寺が担った。
また、長岡藩士の菩提寺でもあり、古義学の儒臣である伊藤弘充（東岸）、伊藤東獄父子や、河井継之助、三島億二郎などの墓がある。